# Al Capone (album)
Al Capone – album zespołu T.Love wydany 13 maja 1996 roku. Album promowały utwory „1996”, „Dzień”, „Jak żądło” i „Kosmos”.
W 1997 album uzyskał certyfikat złotej płyty za sprzedaż ponad 50 000 egzemplarzy.

## Lista utworów
1. „Intro” – 0:32
2. „Miłość II” – 1:13
3. „Jak żądło” – 3:16
4. „Dziewczyny” – 3:40
5. „Klaps” – 5:07
6. „Gaz” – 2:59
7. „Dziwnym nie jest” – 4:07
8. „Mental Terror” – 3:17
9. „No pasaran, 19.11.95” – 2:53
10. „My Name Is Łukasz” – 0:43
11. „Kosmos” – 5:50
12. „Dzień” – 3:01
13. „Peter Gray” – 2:31
14. „Mamonabomba” – 3:29
15. „Olej” – 2:10
16. „1996” – 4:22
17. „She Loves Dostoyevsky” – 4:57

## Skład
- Muniek Staszczyk – śpiew
- Jacek Perkowski – gitara
- Maciej Majchrzak – gitara, instrumenty klawiszowe
- Paweł Nazimek – gitara basowa
- Jarosław Polak – perkusja